# کاهن اعظم (یهودیت)
کاهن اعظم (عبری: כהן גדול کوهن گادول) روحانی اعظم دین یهودیت در زمان وجود معبد اول و دوم بود. کاهن اعظم از تبار کاهنین معبد بود که از نسل هارون برادر موسی بودند.

## در عهد عتیق
هارون در عهد عتیق «ها-کوهن» (کاهن) نام می‌گیرد و توسط خداوند به عنوان اولین کاهن معبد برگزیده می‌شود. (خروج ۲۸) بر اساس تورات جایگزین او باید از پسران او انتخاب می‌شد و در خانواده او باقی می‌ماند. اگر کاهن اعظم دارای فرزند پسر نبود برادر او انتخاب می‌شد. در زمان الی این قانون نقض شد و کاهن بودن به خانواده الیزر منتقل شد ولیکن سلیمان کاهنانی که از نسل نادرست بودند را کنار گذاشت. بعد از نابودی معبد اول و اسیر شدن یهودیان در بابل کاهن بودن به نظر میآید که از قوانین پدر به پسری تبعیت کرده باشد. هرود بزرگ که در زمان معبد دوم می‌زیست شش کاهن اعظم را انتخاب کرد. به نظر میآید که قبل از نابودی معبد اول کاهنین به مدت مادام العمر انتخاب می‌شدند؛ ولیکن در زمان معبد دوم کاهنین کنار گذاشته می‌شدند و از این رو تعداد کاهنین اعظم بسیار زیادتر است.

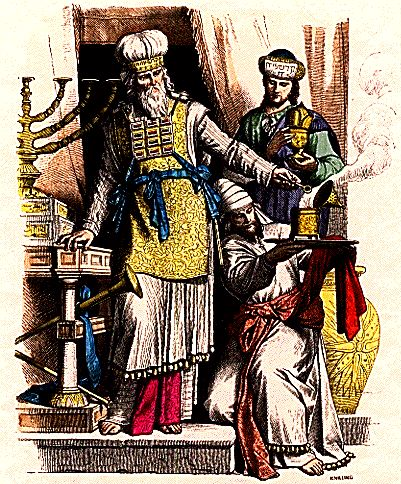
کاهن بزرگ معبد به همراه لباس مخصوص، افود و حوشن

## سن و ویژگیها
سن خاصی در تورات برای کاهن اعظم نوشته نشده‌است ولیکن به‌طور معمول حداقل سن ۲۰ سال در نظر گرفته می‌شد. سنی که لاویان می‌توانستند روحانی بودن خود را شروع کنند در تورات ۳۰ سال ذکر شده‌است.
ولادت صحیح شرط بسیار مهمی بود و تبارنامه کاهنین باید حفظ می‌شد. از این رو زنانی که در جنگ غنیمت گرفته می‌شدند به عنوان مادر کاهن اعظم نمی‌توانستند باشند. کاهن اعظم باید خود را از هر نوع آلودگی دور نگه می‌داشت. کاهن اعظم تنها می‌توانست با زنان اسراییلی وصلت کند. این محدودیت‌ها به تمامی کاهنین اعمال می‌شد؛ ولیکن بیوه یک کاهن می‌توانست دوباره ازدواج کند. کاهن اعظم اجازه نداشت که با مردگان تماس داشته باشد و اجازه نداشت که برای عزاداری موهای خود را نامرتب کند، یا نشان دهد یا لباس خود را آلوده کند. بر اساس نوشته یوسفوس فلاویوس متولد شدن در بیرون از اسراییل جلوگیری‌کننده از کاهن اعظم شدن نبود.

## لباس کاهن اعظم
تورات دستورهای بسیار خاص و دقیقی در مورد لباس کاهن اعظم به خصوص در هنگام نزدیک شدن به میشکان و تابوت عهد بیان کرده‌است: «و تو برای برادر خود هارون لباس مقدسی تهیه خواهی کرد.» (خروج ۲۸) لباس کاهن اعظم از هشت لباس تشکیل شده بود. از این ۸ تکه ۴ تکه بین تمامی کاهنین مشترک بودند و ۴ تکه مخصوص او بود.
قسمتهای مشترک بین تمامی کاهنین عبارت بود از:
- لباس زیر کاهن: شلوار کتان از کمر تا زانو برای پوشاندن عورت
- تونیک کاهن: لباسی کتانی که تمامی بدن را از گردن تا پا می‌پوشانید و آستینهای آن تا مچ بلند بود. لباس کاهنین معمولی ساده بود ولیکن کاهن اعظم طرح دار.
- رویبند کاهن: رویبند کاهن از کتان مرغوب طرح دار با رنگهای آبی و بنفش و قرمز تشکیل شده بود. رویبند کاهنین عادی ساده بود.

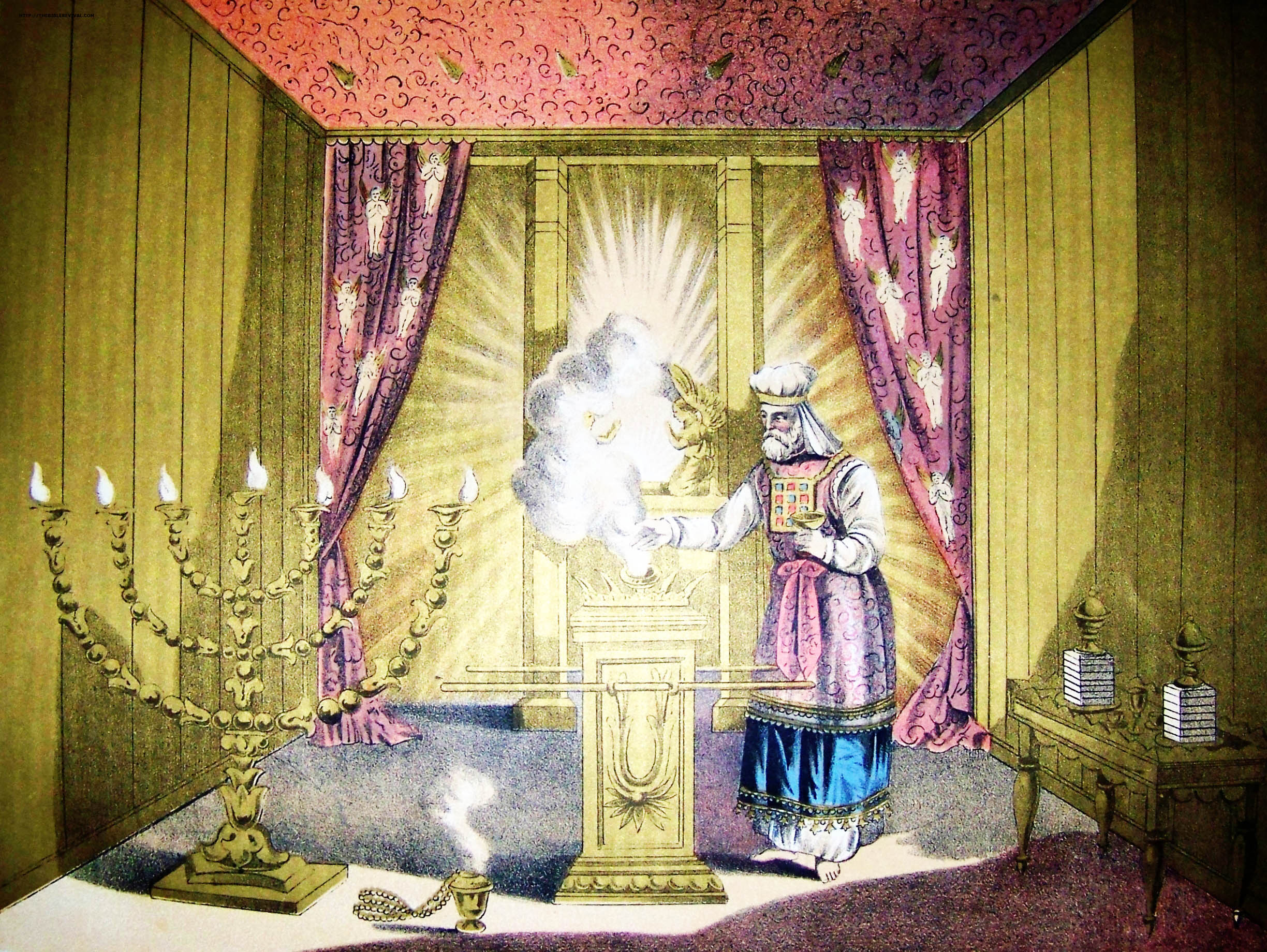
کاهن اعظم با لباس مخصوص درون قدس الاقداس.

- عمامه کاهن: عمامه کاهن اعظم از کاهنین عادی بزرگتر بود و بالای آن تقریباً صاف بود؛ ولیکن عمامه کاهنین عادی مخروطی شکل بود.

لباسهای اختصاصی کاهن اعظم عبارتند از:
- ردای کاهن: یک ردای بدون آستین آبی رنگ که قسمت پایین آن توسط زنگوله کوچک زیبا شده بود و دارای زمینه‌های آبی، بنفش و قرمز بود.
- افود: یک سینه بند بسیار ظریف که ۱۲ سنگ قیمتی بر روی آن قرار داشتند که نام ۱۲ قبیله اسراییل بر روی آن‌ها حک شده بود.
- حوشن: که دارای ۱۲ سنگ بود و دارای یک جیب بود که آوریم و تومیم در آن قرار می‌گرفتند. حوشن به افود متصل شده بود.
- در جلوی عمامه یک صفحه طلایی بود که بر روی آن نوشته شده بود «مقدس بودن برای یهوه».

کاهن اعظم مانند تمامی کاهنین در درون معبد با پای برهنه راه می‌رفت. مانند تمامی کاهنین او باید قبل از پوشیدن لباس مخصوص غسل می‌کرد. تلمود می‌گوید که نه کاهن اعظم و نه کاهنین دیگر اجازه عمل کردن نداشتند تا زمانی که لباس مخصوص خود را پوشیده بودند. در جای دیگری در تلمود نوشته شده‌است که لباسهای مخصوص مانند کفاره گناهان بود. کاهن اعظم دو سری لباس مخصوص داشت. لباس طلایی که لباس معمول او بود و در بالا توضیح داده شده‌است. لباس کتان که لباسی بود که او در روز یوم کیپور می‌پوشید. در آن روز او چهار بار لباس خود را عوض می‌کرد. در ابتدای صبح لباس طلایی را می‌پوشید ولیکن در دوباری که وارد قدس الاقداس می‌شد لباس کتانی را می‌پوشید و در انتها دوباره لباس طلایی را می‌پوشید. در بین تعویض لباس او دوباره غسل می‌کرد. لباس کتانی دارای ۴ تکه بود و مشابه لباس همه کاهنین دیگر بود. هر لباس کتانی فقط یکبار پوشیده می‌شد و برای سال بعد تعویض می‌گردید.

## آماده‌سازی
آماده‌سازی کاهن اعظم یک هفته به طول می‌کشید و دارای مراسم مخصوصی بود. در این زمان او پاکسازی می‌شد و قربانی می‌کرد و خون قربانی را در محل مخصوص می‌پاشید و کاهن اعظم توسط روغن مسح شدن مسح می‌شد. اولین این مراسم توسط موسی انجام شد. در تورات آماده‌سازی بقیه کاهنین اعظم نیامده است.

## عملکرد
رده بالای کاهن اعظم وقتی مشخص می‌شود که دانسته شود که گناهان او به عنوان گناهان تمامی مردم در نظر گرفته می‌شدند. او همچنین آوریم و تومیم را با خود داشت. در روز یوم کیپور او تنها کسی بود که اجازه ورود به قدس الاقداس را داشت. او تنها کسی بود که اجازه داشت برای گناهان خود، بقیه کاهنین و بقیه مردم قربانی کند.

## ویژگیها
سنهدرین تنها مرجعی بود که اجازه انتخاب کاهن اعظم را داشت. این انتخاب باید در طول روز صورت می‌گرفت. دو کاهن اعظم نباید با هم انتخاب می‌شدند. کاهن اعظم باید از تمامی کاهنین دیگر از نظر حکمت، قدرت بدنی، تقوی و ثروت برتر بود. اگر او فقیر بود بقیه کاهنین به او کمک می‌کردند تا ثروتمند شود. کاهن اعظم باید از وضعیت ویژه خود آگاه بود و نباید با مردم عادی معاشرت می‌کرد. او نباید اجازه می‌داد که بدون لباس دیده شود و نباید به حمام عمومی می‌رفت.

## بعد از آوارگی
بعد از حمله بابلیان و نابودی معبد اول کاهنین اعظم تبار خود را از طریق زدوک که کاهن اعظم اورشلیم بود تعیین می‌کردند. زدوک یکی از فرزندان الیزر و از نسل هارون بود. بعد از بازگشت از آوارگی و ساخت معبد دوم قدرت سیاسی فوراً به کاهن اعظم منتقل نشد. قدرت سیاسی در دست یکی از افراد سلطنتی و قدرت مذهبی در دست کاهن اعظم بود.